# Фернандеш, Жуан Паулу
Жуан Паулу Морейра Фернандеш (порт. João Paulo Moreira Fernandes; род. 26 мая 1998, Рибейра-Гранди, Острова Барловенто) — кабо-вердианский футболист, полузащитник клуба «Оцелул» и национальной сборной Кабо-Верде.

## Карьера

### Начало карьеры
Начинал заниматься футболом в родном Кабо-Верде. Некоторое время выступал за молодёжную команду лиссабонской «Бенфики». В 2016 году присоединился к кабо-вердианскому клубу «Тчаденше». В 2017 году стал выступать за праяйский «Спортинг», вместе с которым стал обладателем Кубка Кабо-Верде. В июле 2018 года перешёл в португальский клуб «Мария да Фонте». Дебютировал за клуб 2 сентября 2018 года в матче против клуба «Трофенсе», выйдя на замену на 50 минуте. Дебютным забитым голом за клуб отличился 11 ноября 2018 года в матче против клуба «Оливейренсе». На протяжении сезона выступал за клуб в роли одного из основных игроков, отличившись 2 забитыми голами. По итогу дебютного сезона вместе с клубом завершил чемпионат на итоговом одиннадцатом месте в турнирной таблице. 
В иле 2019 года на правах свободного агента присоединился к португальскому клубу «Леса». Дебютировал за клуб 5 октября 2019 года в матче против клуба «Канелас 2010», выйдя на замену на 60 минуте. Дебютным забитым голом за клуб отличился 12 декабря 2019 года в матче против клуба «Гинасио Фигейренсе». Однако в марте 2020 года чемпионат был приостановлен из-за пандемии COVID-19, по итогу заняв итоговое четвёртое место в турнирной таблице. В следующем сезоне продолжил выступать за португальский клуб. На протяжении сезона выступал за клуб в роли одного из ключевых игроков. По итогу сезона вместе с клубом стал серебряным призёром чемпионата. По окончании сезона покинул клуб. Всего за клуб успел отличиться 5 забитыми голами и результативной передачей.

### «Фейренсе»
В июле 2021 года на правах свободного агента присоединился к португальскому клубу «Фейренсе». Дебютировал за клуб 7 августа 2021 года в матче против ковильянского «Спортинга», выйдя на замену в начале второго тайма, также отличившись своей дебютной результативной передачей. Дебютным забитым голом за клуб отличился 12 февраля 2022 года в матче против клуба «Академика». По итогу сезона вместе с клубом завершил чемпионат на итоговом четвёртом месте в турнирной таблице. На протяжении сезона выступал за клуб в роли одного из основных игроков, отличившись забитым голом и 4 голевыми передачами. В следующем сезоне продолжил выступать за португальский клуб, отличившись за сезон 3 забитыми голами. В июне 2023 года покинул клуб по окончании срока действия контракта.

### «Шериф»
В июне 2023 года на правах свободного агента присоединился к тираспольскому «Шерифу». В июле 2023 года вместе с клубом отправился на квалификационные матчи Лиги чемпионов УЕФА. Дебютировал за клуб 12 июля 2023 года в матче против румынского «Фарула», выйдя на поле в стартовом составе. Дебютный матч в чемпионате сыграл 6 августа 2023 года против клуба «Петрокуб», выйдя на поле в стартовом составе. Вместе с клубом вышел в групповой этап Лиги Европы УЕФА, пройдя белорусский БАТЭ и фарерский «КИ Клаксвик». Первый матч на групповом этапе еврокубкового турнира сыграл 21 сентября 2023 года против итальянской «Ромы», выйдя на поле в стартовом составе и под конец основного времени заработав прямое удаление. Дебютным забитым голом за клуб отличился 24 сентября 2023 года в матче против кишинёвского «Зимбру». По итогу группового этапа Лиги Европы УЕФА вместе с клубом заняли последнее место, завершив выступление на турнире. Своим первым забитым дублем за клуб отличился 7 апреля 2024 года в матче против клуба «Зимбру». По итогу сезона вместе с клубом стал серебряным призёром чемпионата.
В июле 2024 года вместе с клубом отправился на квалификационные матчи Лиги Европы УЕФА. Первый матч в сезоне сыграл 11 июля 2024 года против азербайджанского клуба «Зиря», выйдя на поле в стартовом составе. Во втором квалификационном раунде вместе с клубом проиграли по сумме матчей шведскому клубу «Эльфсборг», вылетев в третий квалификационные раунд Лиги конференций УЕФА. Первый матч в чемпионате сыграл 11 августа 2024 года против селеметского клуба «Спартаний», выйдя на замену на 61 минуте. По итогу третьего квалификационного раунда Лиги конференций УЕФА вместе с клубом уступили словенской «Олимпии» и завершили выступление в еврокубковом турнире. В марте 2025 года выбыл из распоряжения клуба почти до конца сезона. По итогу сезона вместе с клубом стал бронзовым призёром чемпионата. Также стал обладателем Кубка Молдовы, где в финале 24 мая 2025 года победили клуб «Милсами». на протяжении сезона выступал за клуб в роли одного из основных игроков, однако результативными действиями не отличился. По окончании сезона покинул клуб в связи с окончанием срока действия контракта.

### «Оцелул»
В июне 2025 года на правах свободного агента присоединился к румынскому клубу «Оцелул», подписав двухлетний контракт. Дебютировал за клуб 27 июля 2025 года в матче против бухарестского «Динамо», выйдя на замену на 62 минуте, также отличившись своей дебютной голевой передачей.

## Международная карьера
В 2019 году футболист выступал за юношескую сборную Кабо-Верде до 19 лет, сыграв 2 товарищеских матча против сборной Португалии. В марте 2021 года футболист получил вызов в национальную сборную Кабо-Верде для участия в квалификациях Кубка африканских наций. Дебютировал за клуб в товарищеском матче 8 июня 2021 года против сборной Сенегала. Был включён в состав сборной на Кубок африканских наций 2021. Свой первый гол за национальную команду забил 18 июня 2023 года в матче против сборной Буркина-Фасо. В декабре 2023 года футболист попал в окончательную заявку национальной сборной Кабо-Верде для участия в Кубке африканских наций. Первый матч на турнире футболист сыграл 14 января 2024 года против сборной Ганы, выйдя на поле в стартовом составе.

## Достижения
«Спортинг» Прая
- Обладатель Кубка Кабо-Верде: 2018

«Шериф»
- Обладатель Кубка Молдовы: 2024/25

## Семья
- Брат-близнец Жуан Паулино (род. 1998) — профессиональный футболист.